# Tisbe gracilis
Tisbe gracilis is een eenoogkreeftjessoort uit de familie van de Tisbidae. De wetenschappelijke naam van de soort is voor het eerst geldig gepubliceerd in 1895 door Scott T..